# Vladímir Osokin
Vladímir Yúrievich Osokin –en ruso, Владимир Юрьевич Осокин– (San Petersburgo, 8 de enero de 1954) es un deportista soviético que compitió en ciclismo en la modalidad de pista, especialista en las pruebas de persecución.
Participó en dos Juegos Olímpicos de Verano, obteniendo en total dos medallas, oro en Moscú 1980, en la prueba de persecución por equipos (junto con Viktor Manakov, Valeri Movchan y Vitali Petrakov), y plata en Montreal 1976, también en persecución por equipos (con Viktor Sokolov, Alexandr Perov y Vitali Petrakov).
Ganó cuatro medallas de plata en el Campeonato Mundial de Ciclismo en Pista entre los años 1975 y 1979.

## Medallero internacional
| Juegos Olímpicos   | Juegos Olímpicos          | Juegos Olímpicos | Juegos Olímpicos            |
| Año                | Lugar                     | Medalla          | Competición                 |
| ------------------ | ------------------------- | ---------------- | --------------------------- |
| 1976               | Montreal ( Canadá)        | Medalla de plata | Persecución por equipos     |
| 1980               | Moscú ( URSS)             | Medalla de oro   | Persecución por equipos     |
| Campeonato Mundial |                           |                  |                             |
| Año                | Lugar                     | Medalla          | Competición                 |
| 1975               | Rocourt ( Bélgica)        | Medalla de plata | Persecución individual (A)  |
| 1975               | Rocourt ( Bélgica)        | Medalla de plata | Persecución por equipos (A) |
| 1978               | Múnich ( RFA)             | Medalla de plata | Persecución por equipos (A) |
| 1979               | Ámsterdam ( Países Bajos) | Medalla de plata | Persecución por equipos (A) |